# Vokseværk (film)
 Ikke at forveksle med smertesymptomet vokseværk.
Vokseværk er en kortfilm fra 2014 instrueret af Tor Fruergaard efter manuskript af Sissel D. Thomsen.

## Handling
Fabian bor alene med sin omsorgsfulde, men kontrollerende mor Birte. Da Fabian møder Felicia, bliver han forelsket for første gang. Og med forelskelsen følger også en ekstrem opdagelse: Når Fabian bliver liderlig, forvandler han sig til en varulv. Fabian skal lære sit nye "jeg" at kende, samtidig med at han skal overbevise Felicia om, at han ikke vil gøre hende fortræd. I sidste ende må han træffe et valg: Skal han undertrykke en del af sig selv og blive hos sin mor, eller skal han favne den nye mand, han er blevet til, og rejse væk med Felicia?